# Mistrzostwa Świata w Lekkoatletyce 1995 – skok o tyczce mężczyzn
Skok o tyczce mężczyzn – jedna z konkurencji rozgrywanych podczas mistrzostw świata w lekkoatletyce w 1995. Kwalifikacje odbyły się 9 sierpnia, a finał został rozegrany 11 sierpnia.
Do kwalifikacji zgłoszonych zostało 38 zawodników z 26 państw.
Zawody w tej konkurencji wygrał reprezentant Ukrainy Serhij Bubka. Drugą pozycję zajął zawodnik z Rosji Maksim Tarasow, trzecią zaś reprezentujący Francję Jean Galfione.

## Wyniki

### Kwalifikacje
Grupa A
| Miejsce | Zawodnik          | Państwo           | Wynik | Uwagi |
| ------- | ----------------- | ----------------- | ----- | ----- |
| 1.      | Maksim Tarasow    | Rosja             | 5,65  |       |
| 2.      | Dean Starkey      | Stany Zjednoczone | 5,65  |       |
| 2.      | Serhij Bubka      | Ukraina           | 5,65  |       |
| 4.      | Valeri Bukrejev   | Estonia           | 5,65  |       |
| 5.      | Igor Potapowicz   | Kazachstan        | 5,65  |       |
| 6.      | Tim Lobinger      | Niemcy            | 5,65  |       |
| 7.      | Jean Galfione     | Francja           | 5,55  |       |
| 8.      | Heikki Vääräniemi | Finlandia         | 5,55  |       |
| 9.      | István Bagyula    | Węgry             | 5,55  |       |
| 10.     | Nick Buckfield    | Wielka Brytania   | 5,55  |       |
| 11.     | Peter Widén       | Szwecja           | 5,40  |       |
| 12.     | Simon Arkell      | Australia         | 5,40  |       |
| 12.     | Riaan Botha       | Południowa Afryka | 5,40  |       |
| 14.     | Domitien Mestre   | Belgia            | 5,20  |       |
| 15.     | Alexandru Jucov   | Mołdawia          | 5,20  |       |
| 15.     | Christos Palakis  | Grecja            | 5,20  |       |
| –       | Paul Benavides    | Meksyk            | NM    |       |
| –       | José Manuel Arcos | Hiszpania         | NM    |       |
| –       | Ruhan Işım        | Turcja            | DNS   |       |

Grupa B
| Miejsce | Zawodnik            | Państwo           | Wynik | Uwagi |
| ------- | ------------------- | ----------------- | ----- | ----- |
| 1.      | Rodion Gataullin    | Rosja             | 5,70  |       |
| 2.      | Igor Trandienkow    | Rosja             | 5,70  |       |
| 3.      | Scott Huffman       | Stany Zjednoczone | 5,65  |       |
| 4.      | Andrej Tiwontschik  | Niemcy            | 5,65  |       |
| 5.      | Okkert Brits        | Południowa Afryka | 5,65  |       |
| 6.      | Trond Barthel       | Norwegia          | 5,55  |       |
| 7.      | Patrik Stenlund     | Szwecja           | 5,55  |       |
| 8.      | Dmitri Markov       | Białoruś          | 5,40  |       |
| 9.      | Nuno Fernandes      | Portugalia        | 5,40  |       |
| 9.      | Fotis Stefani       | Cypr              | 5,40  |       |
| 11.     | Kim Chul-kyun       | Korea Południowa  | 5,40  |       |
| 12.     | Javier García       | Hiszpania         | 5,40  |       |
| 13.     | James Miller        | Australia         | 5,20  |       |
| 14.     | Martin Voss         | Dania             | 5,20  |       |
| 14.     | Aleksandr Korczagin | Kazachstan        | 5,20  |       |
| 14.     | Jean-Michel Godard  | Francja           | 5,20  |       |
| –       | Bill Payne          | Stany Zjednoczone | NM    |       |
| –       | Grigorij Jegorow    | Kazachstan        | NM    |       |
| –       | Konstantin Semyonov | Izrael            | NM    |       |

### Finał
| Miejsce | Zawodnik           | Państwo           | Wysokość (m) | Wysokość (m) | Wysokość (m) | Wysokość (m) | Wysokość (m) | Wysokość (m) | Wynik | Uwagi |
| Miejsce | Zawodnik           | Państwo           | 5,60         | 5,70         | 5,80         | 5,86         | 5,92         | 6,15         | Wynik | Uwagi |
| ------- | ------------------ | ----------------- | ------------ | ------------ | ------------ | ------------ | ------------ | ------------ | ----- | ----- |
| 01 !    | Serhij Bubka       | Ukraina           | –            | XO           | –            | –            | O            | XXX          | 5,92  |       |
| 02 !    | Maksim Tarasow     | Rosja             | –            | XO           | –            | O            | XXX          | –            | 5,86  |       |
| 03 !    | Jean Galfione      | Francja           | O            | –            | XO           | XXO          | XXX          | –            | 5,86  |       |
| 4.      | Okkert Brits       | Południowa Afryka | XO           | –            | O            | –            | XXX          | –            | 5,80  |       |
| 5.      | Rodion Gataullin   | Rosja             | –            | O            | –            | XXX          | –            | –            | 5,70  |       |
| 6.      | Scott Huffman      | Stany Zjednoczone | O            | XO           | XXX          | –            | –            | –            | 5,70  |       |
| 7.      | Igor Trandienkow   | Rosja             | –            | XXO          | –            | XXX          | –            | –            | 5,70  |       |
| 8.      | Dean Starkey       | Stany Zjednoczone | O            | XXX          | –            | –            | –            | –            | 5,60  |       |
| 9.      | Andrej Tiwontschik | Niemcy            | b.d.         | b.d.         | b.d.         | b.d.         | b.d.         | b.d.         | 5,60  |       |
| 9.      | Igor Potapowicz    | Kazachstan        | b.d.         | b.d.         | b.d.         | b.d.         | b.d.         | b.d.         | 5,60  |       |
| 11.     | Tim Lobinger       | Niemcy            | b.d.         | b.d.         | b.d.         | b.d.         | b.d.         | b.d.         | 5,40  |       |
| –       | Valeri Bukrejev    | Estonia           | b.d.         | b.d.         | b.d.         | b.d.         | b.d.         | b.d.         | NM    |       |